# سياهتلو
سياهتلو (بالفارسية: سیاهتلو) هي قرية تقع في غلستان في إيران. يقدر عدد سكانها بـ 1,506 نسمة .